# GLOW
GLOW ist eine US-amerikanische Dramedy-Fernsehserie, die von Liz Flahive und Carly Mensch konzipiert wurde. In der Serie geht es um die fiktionalisierte Geschichte der ersten weiblichen Wrestlingtruppe GLOW (Gorgeous Ladies of Wrestling, Deutsch in etwa „großartige Wrestling-Damen“) in den USA der 1980er Jahre. Die erste Staffel mit zehn Episoden wurde am 23. Juni 2017 auf Netflix veröffentlicht, zwei weitere Staffeln folgten in den Jahren 2018 und 2019.

## Handlung
Ruth Wilder ist eine erfolglose Schauspielerin, die mit Geldproblemen kämpft. Ohne zu wissen, worum es geht, nimmt sie an einem Casting für eine Fernseh-Wrestling-Show teil. Obwohl der Regisseur sie zuerst nicht ausstehen kann, bekommt sie mit unfreiwilliger Hilfe ihrer Freundin Debbie Eagan einen der zwölf Plätze. Debbie selbst wird als Star der Show gecastet.

## Besetzung und Synchronisation
Die deutschsprachige Synchronisation entstand unter der Dialogregie von Debora Weigert nach dem Dialogbuch von Stefan Evertz (Staffel 1) und Andreas Hinzmann (Staffel 2) und in Staffel 3 von Ulrike Lau / Peer Pfeiffer durch die Synchronfirma SDI Media Germany in Berlin.
| Rolle                                          | Schauspieler      | Hauptrolle (Episoden) | Nebenrolle (Episoden)                       | Synchronsprecher          |
| ---------------------------------------------- | ----------------- | --------------------- | ------------------------------------------- | ------------------------- |
| Ruth Wilder alias „Zoya the Destroya“          | Alison Brie       | 1.01–3.10             |                                             | Marieke Oeffinger         |
| Debbie Eagan alias „Liberty Belle“             | Betty Gilpin      | 1.01–3.10             |                                             | Victoria Sturm            |
| Cherry Bang alias „Junkchain“                  | Sydelle Noel      | 1.01–3.10             |                                             | Ilka Teichmüller          |
| Carmen Wade alias „Machu Picchu“               | Britney Young     | 1.01–3.10             |                                             | Marie-Isabel Walke        |
| Sam Sylvia                                     | Marc Maron        | 1.01–3.10             |                                             | Lutz Schnell              |
| Justine Biagi alias „Scab“                     | Britt Baron       | 2.01–3.10             | 1.01–1.10                                   | Marie-Luise Schramm       |
| Rhonda Richardson alias „Britannica“           | Kate Nash         | 2.01–3.10             | 1.01–1.10                                   | Dascha Lehmann            |
| Sheila „the She Wolf“                          | Gayle Rankin      | 2.01–3.10             | 1.01–1.10                                   | Mia Diekow                |
| Tammé Dawson alias „The Welfare Queen“         | Kia Stevens       | 2.01–3.10             | 1.01–1.10                                   | Cathlen Gawlich           |
| Melanie „Melrose“ Rosen                        | Jackie Tohn       | 2.01–3.10             | 1.01–1.10                                   | Vera Teltz                |
| Sebastian „Bash“ Howard                        | Chris Lowell      | 3.01–3.10             | 1.03–1.05, 1.07, 1.09–2.10                  | Julien Haggège            |
| Stacey Beswick alias „Ethel Rosenblatt“        | Kimmy Gatewood    |                       | 1.01–2.03, 2.05–3.10                        | Gundi Eberhard            |
| Dawn Rivecca alias „Edna Rosenblatt“           | Rebekka Johnson   |                       | 1.01–2.03, 2.05–3.10                        | Ilona Otto                |
| Arthie Premkumar alias „Beirut the Mad Bomber“ | Sunita Mani       |                       | 1.01–2.03, 2.05–3.10                        | Dina Kürten               |
| Reggie 'Vicky the Viking' Walsh                | Marianna Palka    |                       | 1.01–2.01                                   | Elisa Bannat              |
| Jenny Chey alias „Fortune Cookie“              | Ellen Wong        |                       | 1.01–2.03, 2.05–3.10                        | Nicole Hannak             |
| Mark Eagan                                     | Rich Sommer       |                       | 1.01, 1.04, 1.07–2.01, 2.04,                | Peter Lontzek             |
| Keith Bang                                     | Bashir Salahuddin |                       | 1.02, 1.04–1.05, 1.07, 1.09–1.10, 2.02–3.10 | Robert Glatzeder          |
| Billy Offal                                    | Casey W. Johnson  |                       | 1.05–1.06, 1.10, 2.02                       | Constantin von Jascheroff |
| Glen Klitnick                                  | Andrew Friedman   |                       | 1.05, 1.07, 1.09–2.01, 2.03, 2.05           | Uwe Büschken              |
| Yolanda "Junkchain" Rivas                      | Shakira Barrera   |                       | 2.01–2.03, 2.05–3.10                        | Diana Borgwardt           |
| Russell Barroso                                | Victor Quinaz     |                       | 2.01–2.04                                   | Jaron Löwenberg           |

### Gastrollen
| Rollenname      | Schauspieler      | Gastrolle (Folgen)         | Synchronsprecher      |
| --------------- | ----------------- | -------------------------- | --------------------- |
| Carolyn Henman  | Esther Anderson   | 1.03                       | Debora Weigert        |
| Lorene          | Lisa Ann Walter   | 1.05                       | Heike Schroetter      |
| Ron             | Allan Havey       | 1.05                       | Peter Flechtner       |
| Phil            | Wyatt Nash        | 2.01–2.03 2.06, 2.10, 3.08 | Armin Schlagwein      |
| Patrick O'Towne | Andy Umberger     | 1.05, 1.10                 | Oliver Siebeck        |
| Steel Horse     | Kevin Kiley Jr.   | 1.05                       | Jacob Weigert         |
| Birdie          | Elizabeth Perkins | 1.09                       | Arianne Borbach       |
| Rick Hollander  | Peter O’Brien     | 2.01, 2.03                 | Stefan Staudinger     |
| Lois Daly       | Bonnie Hellman    | 2.08                       | Brigitte Grothum      |
| Gregory         | Ravil Isyanov     | 1.04, 1.05, 1.06           | Waléra Kanischtscheff |

Einige professionelle Wrestler haben Cameo-Auftritte in der ersten Staffel von GLOW. Der Trainer des Teams in der ersten Folge, Salty „The Sack“ Johnson, wird von John Morrison gespielt. In der Serie kommt Carmen „Machu Picchu“ Wade aus einer Wrestling-Familie, und ihre Brüder werden von den Wrestlern Brodus Clay und Carly „Carlito“ Colón porträtiert. In Episode 5 besuchen einige Frauen des GLOW-Teams eine Wrestling-Show. Sie sehen dabei einen Kampf mit Christopher Daniels, bekannt als „The Fallen Angel“, und Frankie Kazarian. In Staffel 3 wird die Oscar-Gewinnerin Geena Davis in einer Nebenrolle zu sehen sein. Davis verkörpert Sandy Devereaux St. Clair, ein ehemaliges Showgirl aus Las Vegas, das jetzt Entertainment-Direktorin des Fan-Tan-Hotels und -Casinos ist. Davis wird in fünf von zehn Episoden dabei sein.

## Veröffentlichungshistorie
Nach Veröffentlichung der ersten Staffeln im Juni 2017 verlängerte Netflix die Serie im August 2017 um eine zweite Staffel, die ab dem 29. Juni 2018 ausgestrahlt wurde. Im August 2018 wurde eine dritte Staffel von GLOW angekündigt, die am 9. August 2019 veröffentlicht wurde. Im September 2019 wurde die Serie um eine vierte und letzte Staffel verlängert. Im Oktober 2020 wurde die Verlängerung im Zusammenhang mit zusätzlichen Anforderungen und Kosten durch die COVID-19-Pandemie rückgängig gemacht und die Serie wurde eingestellt.

## Rezeption
„Mit GLOW entführt uns Netflix in die glamouröse Welt des Damenwrestlings Mitte der 1980er Jahre. Die einzigartige Prämisse, der wunderbare Retrocharme und das exzellent aufgelegte Ensemble sorgen für prächtige Unterhaltung. Doch auch an zeitlosen, dramatischen Zwischentönen mangelt es hier nicht.“